# Xanthorhoe cinnabaris
Xanthorhoe cinnabaris är en fjärilsart som beskrevs av Edward Meyrick 1917. Xanthorhoe cinnabaris ingår i släktet Xanthorhoe och familjen mätare. Inga underarter finns listade i Catalogue of Life.